# ファンタドロムス
ファンタドロムス (原題: Fantadroms) は、アンスィス・ベールズィンシュ監督、スタジオダウカ制作のラトビアのテレビアニメである。
1985年、ソビエト連邦で最初に放映され、1990年代初,アメリカでの放映を企画されたが、見る人たちにはおかしいと思われやすいなど様々な理由のため、放送されなかった。

## エピソード
| 話数 | タイトル               | 演出                         | 脚本                                                | 放送日 |
| ---- | ---------------------- | ---------------------------- | --------------------------------------------------- | ------ |
| 0    | Взлётное поле фантазии | 未定                         | 未定                                                | 1984年 |
| 1    | Smiekli (笑い声の巻)   | 未定                         | 未定                                                | 1985年 |
| 2    | Sāls                   | アンスィス・ベールズィンシュ | 未定                                                | 1985年 |
| 3    | Ugunsgrēks Uguns       | 未定                         | 未定                                                | 1985年 |
| 4    | Puķes                  | アンスィス・ベールズィンシュ | アンスィス・ベールズィンシュ                        | 1992年 |
| 5    | Piens (牛乳)           | アンスィス・ベールズィンシュ | アンスィス・ベールズィンシュ                        | 1993年 |
| 6    | Saldējums              | アイバルス・ルスマニス       | アンスィス・ベールズィンシュ ウギス・セグリシュ     | 1993年 |
| 7    | Sacensības             | ジンタールス・クルミンズ     | ウギス・セグリシュ                                  | 1993年 |
| 8    | Zemestrīce             | ジャニス・カークリンズ       | ウギス・セグリシュ                                  | 1993年 |
| 9    | Pudelīte (哺乳瓶の巻)  | アイバルス・ルスマニス       | ウギス・セグリシュ アンスィス・ベールズィンシュ     | 1994年 |
| 10   | Mājiņa                 | ジャニス・カークリンズ       | アンスィス・ベールズィンシュ アルディス・リネ       | 1994年 |
| 11   | Varavīksne             | デース・リエパ               | イルゼ・スクラスティヤ アンスィス・ベールズィンシュ | 1994年 |
| 12   | Kakao (ココア)         | イルゼ・ルスカ               | アンスィス・ベールズィンシュ アルディス・リネ       | 1995年 |
| 12   | Tētiņš                 | イルゼ・ルスカ               | アンスィス・ベールズィンシュ アルディス・リネ       | 1995年 |